# Robbinsdale (Minnesota)
Robbinsdale es una ciudad ubicada en el condado de Hennepin en el estado estadounidense de Minnesota. En el Censo de 2010 tenía una población de 13953 habitantes y una densidad poblacional de 1.806 personas por km².

## Geografía
Robbinsdale se encuentra ubicada en las coordenadas 45°1′28″N 93°19′50″O / 45.02444, -93.33056. Según la Oficina del Censo de los Estados Unidos, Robbinsdale tiene una superficie total de 7.73 km², de la cual 7.23 km² corresponden a tierra firme y (6.44%) 0.5 km² es agua.

## Demografía
Según el censo de 2010, había 13953 personas residiendo en Robbinsdale. La densidad de población era de 1.806 hab./km². De los 13953 habitantes, Robbinsdale estaba compuesto por el 76.48% blancos, el 13.84% eran afroamericanos, el 0.49% eran amerindios, el 3.26% eran asiáticos, el 0.06% eran isleños del Pacífico, el 1.94% eran de otras razas y el 3.93% pertenecían a dos o más razas. Del total de la población el 4.64% eran hispanos o latinos de cualquier raza.